# Brazil-sziget

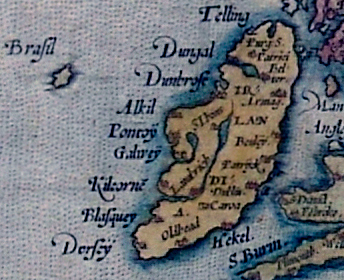
A Brazil-sziget Abraham Ortelius 1572-es Írországot is ábrázoló térképén

A Brazil-sziget (Hy-Brazil) egy mitikus, nem létező sziget. Legendája a középkorban született, eszerint eredetileg Írország délnyugati partjaitól nem messze terült el. A földrajzi felfedezések korában, ahogy az Atlanti-óceánt és az amerikai kontinenst is egyre jobban megismerték, úgy tolódott a helye egyre messzebbre nyugatabbra és délebbre. A 16. század során a Brazil-sziget nevet egy az egyenlítő táján fekvő sziget kapta meg, ami később a dél-amerikai kontinens keleti részének bizonyult. A hasonlóság ellenére Brazília nevének semmi köze a szigethez, mivel az országot az egykor nagy mennyiségben előforduló brazilfáról nevezték el.
A mai Porcupine-zátony azon a helyen és durván abban a méretben található meg, mint a legendás Brazil-sziget az egykori hajóskönyveken. Az egész sziklapad 40-200 méterre fekszik a vízfelszín alatt és legnagyobb része (kb. több mint 600 km²) kiemelkedhetett az utolsó jégkori maximumkor 21 000 éve. Egyes feltételezések szerint lehetett ott még jelentős sziget a jégkori olvadás későbbi stádiumában, 12 000 éve.